# Фридрихсхафен FF.43
Фридрихсхафен FF.43 је немачки ловачки авион. Први лет авиона је извршен 1916. године. 

Највећа брзина у хоризонталном лету је износила 163 km/h. Размах крила је био 9,92 метара а дужина 8,55 метара. Маса празног авиона је износила 798 килограма а нормална полетна маса 1078 килограма. Био је наоружан са два синхронизована митраљеза ЛМГ 08/15 Шпандау (LMG 08/15 Spandau) калибра 7,92 mm.

## Наоружање
| Наоружање авиона: Фридрихсхафен |      |
| Ватрено (стрељачко) наоружање   |      |
| Топ                             |      |
| Митраљез                        |      |
| Број и ознака митраљеза         | 2    |
| Калибар                         | 7,92 |
| Бомбардерско наоружање (бомбе)  |      |
| Ракетно наоружање (ракете)      |      |